# Partido do Povo da Mongólia Interior
O Partido do Povo da Mongólia Interior (em mongol: Öbür mongɣul - un arad-un nam; em chinês: 内蒙古人民党; pinyin: nèiměnggǔ rénmín dǎng, ou 内人党, pinyin: nèiréndǎng) é um movimento independentista da Mongólia Interior. O partido foi fundado em 1997 em Princeton, Nova Jérsia. Citando os abusos do governo chinês contra os mongóis durante a Revolução Cultural, o objectivo do partido é estabelecer um estado independente da Mongólia Interior. A potencial unificação com a já existente nação da Mongólia ainda não está presente nos objectivos do partido.